# Picandon
Picandon (fl. XIII secolo) è stato uno xograr al servizio del trovatore italiano Sordello.
La sua partecipazione alla scuola trobadorica galiziano-portoghese viene comprovata da una tenzón con Johan Soarez Coelho. 